# The Riddle Rider
The Riddle Rider (bra O Cavaleiro das Sombras) é um seriado estadunidense de 1924, gênero faroeste, dirigido por William James Craft em 15 capítulos para a Universal Pictures e estrelado por William Desmond, Helen Holmes e Eileen Sedgwick. 
Foi registrado entre 14 de outubro de 1924 e 29 de janeiro de 1925, e veiculou nos cinemas estadunidenses a partir de 23 de novembro de 1924, quando foi exibido o primeiro capítulo, “The Canyon Torrent”.[carece de fontes?]. Hoje é considerado perdido.
Em 1927 teria uma sequência, The Return of the Riddle Rider.[carece de fontes?]

## Elenco
- William Desmond … Randolph Parker
- Eileen Sedgwick … Nan Madden
- Helen Holmes … Julie Dean
- Claude Payton … Victor Raymond
- William Gould … Jack Archer
- Ben Corbett … Monte Blade
- Hughie Mack … Willie
- Albert J. Smith
- Margaret Royce
- Artie Ortego
- Yakima Canutt

## Capítulos
1. The Canyon Torrent
2. Crashing Doom
3. In the Path of Death
4. Plunged into the Depths
5. The Race for a Fortune
6. Sinister Shadows
7. The Swindle
8. The Frame-Up
9. False Faces
10. At the Brink of Death
11. Thundering Steeds
12. Trapped
13. The Valley of Fate
14. The Deadline
15. The Final Reckoning

Fonte: 